# Радянська сільська рада (Млинівський район)
Радя́нська сільська́ ра́да — колишній орган місцевого самоврядування у Млинівському районі Рівненської області. Адміністративний центр — село П'яннє.

## Загальні відомості
- Радянська сільська рада утворена в 1993 році.
- Територія ради: 18,94 км²
- Населення ради: 571 особа (станом на 2001 рік)

## Населені пункти
Сільській раді підпорядковані населені пункти:
- с. П'яннє
- с. Зборів

## Склад ради
Рада складається з 14 депутатів та голови.
- Голова ради: Гордійчук Тарас Миколайович
- Секретар ради: Янчук Ніна Іллівна

### Керівний склад попередніх скликань
| Прізвище, ім'я, по батькові   | Основні відомості                                                        | Дата обрання | Дата звільнення |
| ----------------------------- | ------------------------------------------------------------------------ | ------------ | --------------- |
| Гаврилюк Валентина Олексіївна | Сільський голова, 1967 року народження, член Української Народної Партії | 26.03.2006   | 31.10.2010      |
| Гордійчук Тарас Миколайович   | Сільський голова, 1986 року народження, освіта вища, безпартійний        | 31.10.2010   | 25.10.2020      |

Примітка: таблиця складена за даними сайту Верховної Ради України